# Brandenburg (Kentucky)
Pour les articles homonymes, voir Brandenburg (homonymie).
La ville de Brandenburg est le siège du comté de Meade, dans l’État du Kentucky, aux États-Unis. Sa population s’élevait à 2 643 habitants lors du recensement de 2010, estimée à 2 873 habitants en 2016.

## Source
- (en) Cet article est partiellement ou en totalité issu de l’article de Wikipédia en anglais intitulé « Brandenburg, Kentucky » (voir la liste des auteurs).